# 윌리엄 S. 클라크

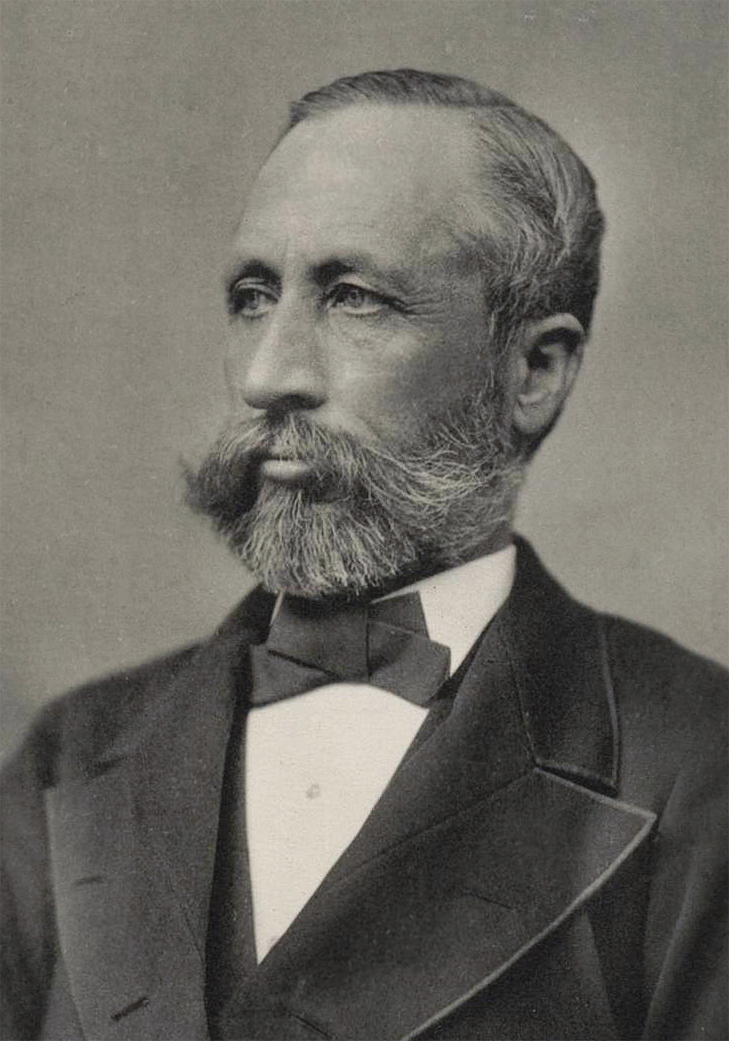
윌리엄 스미스 클라크

윌리엄 스미스 클라크(William Smith Clark, 1826년 7월 31일 ~ 1886년 3월 9일)는 삿포로 농학교 (현 홋카이도 대학) 초대 교감이다. 이른바 외국인 초빙사의 한 사람이다. 일본에서는 클라크 박사로 알려져있다. 식물학뿐만 아니라 자연 과학 일반을 영어로 가르쳤다. 또한, 성경을 배부하고 기독교에 대해 강구했다. 이후 학생들은 "예수를 믿는 사람의 맹세"에 차례차례로 서명하고 기독교 신앙에 들어갈 결심을 했다.
클라크가 한 명언 중 가장 많은 사람들에게 알려져 있는 것으로 "Boys, be ambitious"(소년들이여, 야망을 가져라)가 있다. 일부 책에 따르면 그 뒤는 다음과 같이 이어진다.
“Boys, be ambitious! Be ambitious not for money or for selfish aggrandizement, not for that evanescent thing which men call fame. Be ambitious for the attainment of all that a man ought to be.”(소년이여, 야망을 가져라. 돈을 위해서도 말고 이기적인 성취를 위해서도 말고, 사람들이 명성이라 부르는 덧없는 것을 위해서도 말고 단지 인간이 갖추어야 할 모든 것을 얻기 위해서.)

## 같이 보기
- 니토베 이나조
- 우치무라 간조